# Ma Lin (football)
Pour les articles homonymes, voir Ma Lin.
Ma Lin (chinois simplifié : 马林 ; pinyin : mǎ lín) (né le 28 juillet 1962 à Qiqihar dans le Heilongjiang) est un joueur de football international chinois, qui évoluait au poste d'attaquant, avant de devenir entraîneur.

## Biographie

### Carrière de joueur

#### Carrière en sélection
Avec l'équipe de Chine, il dispute 45 matchs (pour 21 buts inscrits) entre 1984 et 1990. Il figure notamment dans le groupe des sélectionnés lors de la Coupe d'Asie des nations de 1988.
Il participe également aux Jeux olympiques de 1988. Lors du tournoi olympique, il joue deux matchs : contre la RFA et la Suède.

## Palmarès
| Liaoning FC - Championnat de Chine (6) : - Champion : 1985, 1987, 1988, 1990, 1991 et 1993. - Coupe de Chine (2) : - Vainqueur : 1984 et 1986. - Ligue des champions (1) : - Vainqueur : 1989-90. |  | Liaoning FC - Championnat de Chine (1) : - Champion : 2009. |